# Skrussrudstjärnen
Skrussrudstjärnen är en sjö i Säffle kommun i Värmland och ingår i Göta älvs huvudavrinningsområde. Sjön har en area på 0,0659 kvadratkilometer och ligger 83 meter över havet.

## Delavrinningsområde
Skrussrudstjärnen ingår i det delavrinningsområde (656473-133371) som SMHI kallar för Utloppet av Harefjorden. Medelhöjden är 77 meter över havet och ytan är 80,19 kvadratkilometer. Räknas de 259 avrinningsområdena uppströms in blir den ackumulerade arean 4 739,52 kvadratkilometer. Byälven (Kölaälven) som avvattnar avrinningsområdet har biflödesordning 2, vilket innebär att vattnet flödar genom totalt 2 vattendrag innan det når havet efter 203 kilometer. Avrinningsområdet består mestadels av skog (57 procent) och jordbruk (13 procent). Avrinningsområdet har 16,27 kvadratkilometer vattenytor vilket ger det en sjöprocent på 20,3 procent.